# 카샤파 3세
카샤파 3세(Kashyapa III, 680년 ~ 738년)는 8세기 시대 아누라다푸라 왕국의  람바카나 제2왕조 제3대 군주였다.

## 생애
732년 친형 아가보디 5세 군주가 향년 60세로 붕어하자 아누라다푸라 왕국의 구세대 귀족들한테 왕위에 추대되어 보령 52세로 보위를 승계 및 등극하였다. 그러나 결국 그도 후계자(後繼者)를 책립하지 못한 채 738년에 매독증으로 인하여 향년 58세로 붕어(서거)하자 친아우 마힌다 왕제(王弟)가 아누라다푸라 왕국의 구세대 귀족들한테 왕위에 추대되어 보령 59세로 보위 등극하였다.

## 같이 보기
- 스리랑카의 역사